# Alicia Barnett
Alicia Barnett (sinh ngày 18 tháng 10 năm 1993) là nữ vận động viên quần vợt chuyên nghiệp người Anh Quốc nổi bật ở nội dung đánh đôi. Vào ngày 24 tháng 10 năm 2022, cô đạt được thứ hạng cao nhất trên bảng xếp hạng đôi của WTA là thứ 59.

## Tiểu sử
Sinh ra ở Vương quốc Anh, Barnett bắt đầu chơi quần vợt từ năm 7 tuổi. Cô tham gia ITF Women's Circuit 
ở tuổi 16/17.
Cô gia nhập Team Bath Tennis High-International Performance Academy khi 16 tuổi, thông qua chương trình Học nghề Thể dục và Thể thao Nâng cao (AASE) và kể từ đó đã trở lại đào tạo. Người ta tin rằng Alicia đã đi du học và tốt nghiệp tại Đại học Northwestern ở Illinois vào năm 2017.
Barnett ra mắt WTA Tour tại Lyon Open 2022, đánh cặp với Olivia Nicholls. Bộ đôi này tiến tới trận chung kết; màn trình diễn của họ trong suốt năm 2022 dẫn đến việc cả hai đại diện cho Đội tuyển Billie Jean King Cup Vương quốc Anh trong trận gặp Kazakhstan và Tây Ban Nha tại Billie Jean King Cup 2022.

## Tài trợ
Barnett làm việc cùng với thương hiệu thể thao Ý, Ellesse và nhà sản xuất dụng cụ thể thao của Hoa Kỳ, Wilson.

## Đời tư
Nhà của Barnett ở Painswick, Gloucestershire.

## Thống kê sự nghiệp
| VĐ | CK | BK | TK | V# | RR | Q# | A |  | Z# | PO | G | F-S | SF-B | NMS | NH |

### Đôi
Tính đến Vòng loại Billie Jean King Cup 2023
| Giải đấu                    | 2022    | 2023      | SR                       | T–B                      | % thắng                  |
| --------------------------- | ------- | --------- | ------------------------ | ------------------------ | ------------------------ |
| Grand Slam                  |         |           |                          |                          |                          |
| Giải quần vợt Úc Mở rộng    | A       | Vòng 1    | 0 / 1                    | 0–1                      | 0%                       |
| Giải quần vợt Roland-Garros | A       | Vòng 1    | 0 / 1                    | 0–1                      | 0%                       |
| Wimbledon                   | Vòng 2  |           | 0 / 1                    | 1–1                      | 50%                      |
| Giải quần vợt Mỹ Mở rộng    | Vòng 1  |           | 0 / 1                    | 0–1                      | 0%                       |
| T–B                         | 1–2     | 0–2       | 0 / 4                    | 1–4                      | 20%                      |
| Đại diện cho Vương quốc Anh |         |           |                          |                          |                          |
| Billie Jean King Cup        | Bán kết | Vòng loại | 0 / 1                    | 3–1                      | 75%                      |
| WTA 1000                    |         |           |                          |                          |                          |
| Dubai / Qatar Open          | A       | A         | 0 / 0                    | 0–0                      | –                        |
| Indian Wells Open           | A       | A         | 0 / 0                    | 0–0                      | –                        |
| Miami Open                  | A       | A         | 0 / 0                    | 0–0                      | –                        |
| Madrid Open                 | A       |           | 0 / 0                    | 0–0                      | –                        |
| Italian Open                | A       |           | 0 / 0                    | 0–0                      | –                        |
| Canadian Open               | A       |           | 0 / 0                    | 0–0                      | –                        |
| Cincinnati Open             | A       |           | 0 / 0                    | 0–0                      | –                        |
| Vũ Hán Mở rộng              | NH      |           | 0 / 0                    | 0–0                      | –                        |
| Trung Quốc Mở rộng          | NH      |           | 0 / 0                    | 0–0                      | –                        |
| Thống kê sự nghiệp          |         |           |                          |                          |                          |
|                             | 2022    | 2023      | SR                       | T–B                      | % thắng                  |
| Giải đấu                    | 15      | 7         | Tổng cộng sự nghiệp: 22  | Tổng cộng sự nghiệp: 22  | Tổng cộng sự nghiệp: 22  |
| Danh hiệu                   | 1       | 0         | Tổng cộng sự nghiệp: 1   | Tổng cộng sự nghiệp: 1   | Tổng cộng sự nghiệp: 1   |
| Chung kết                   | 2       | 0         | Tổng cộng sự nghiệp: 2   | Tổng cộng sự nghiệp: 2   | Tổng cộng sự nghiệp: 2   |
| T-B mặt sân cứng            | 10–7    | 3–5       | 1 / 13                   | 13–12                    | 52%                      |
| T-B mặt sân đất nện         | 3–5     | 0–1       | 0 / 6                    | 3–6                      | 33%                      |
| T-B mặt sân cỏ              | 1–3     | 0–0       | 0 / 3                    | 1–3                      | 25%                      |
| Tổng cộng T-B               | 14–15   | 3–6       | 1 / 22                   | 17–21                    | 45%                      |
| % thắng                     | 48%     | 33%       | Tổng cộng sự nghiệp: 45% | Tổng cộng sự nghiệp: 45% | Tổng cộng sự nghiệp: 45% |
| Xếp hạng cuối năm           | 60      |           |                          |                          |                          |

### Đôi nam nữ
| Giải đấu                    | 2022   | 2023 | SR    | T–B | % thắng |
| --------------------------- | ------ | ---- | ----- | --- | ------- |
| Giải quần vợt Úc Mở rộng    | A      |      | 0 / 0 | 0–0 | –       |
| Giải quần vợt Roland-Garros | A      |      | 0 / 0 | 0–0 | –       |
| Wimbledon                   | Tứ kết |      | 0 / 1 | 2–1 | 67%     |
| Giải quần vợt Mỹ Mở rộng    | A      |      | 0 / 0 | 0–0 | –       |
| Thắng–bại                   | 2–1    | 0–0  | 0 / 1 | 2–1 | 67%     |

## Chung kết WTA

### Đôi: 2 (1 danh hiệu, 1 á quân)
| Chú thích     |
| ------------- |
| Grand Slam    |
| WTA 1000      |
| WTA 500       |
| WTA 250 (1–1) |

| Chung kết theo mặt sân |
| ---------------------- |
| Cứng (1–1)             |
| Đất nện (0–0)          |
| Cỏ (0–0)               |
| Thảm (0–0)             |

| Kết quả | T-B | Thời gian        | Giải đấu                       | Cấp độ  | Mặt sân  | Người đánh cặp  | Đối thủ                           | Tỷ số            |
| ------- | --- | ---------------- | ------------------------------ | ------- | -------- | --------------- | --------------------------------- | ---------------- |
| Á quân  | 0–1 | tháng 3 năm 2022 | Lyon Open, Pháp                | WTA 250 | Cứng (i) | Olivia Nicholls | Laura Siegemund Vera Zvonareva    | 5–7, 1–6         |
| Vô địch | 1–1 | tháng 8 năm 2022 | Championnats de Granby, Canada | WTA 250 | Cứng     | Olivia Nicholls | Harriet Dart Rosalie van der Hoek | 5–7, 6–3, [10–1] |

## Chung kết WTA Challenger

### Đôi: 1 (á quân)
| Kết quả | T-B | Thời gian         | Giải đấu              | Mặt sân  | Người đánh cặp  | Đối thủ                           | Tỷ số    |
| ------- | --- | ----------------- | --------------------- | -------- | --------------- | --------------------------------- | -------- |
| Á quân  | 0–1 | Tháng 12 năm 2022 | Open de Limoges, Pháp | Cứng (i) | Olivia Nicholls | Oksana Kalashnikova Marta Kostyuk | 5–7, 1–6 |

## Chung kết ITF Circuit

### Đơn: 1 (á quân)
| Kết quả | Thời gian        | Giải đấu                   | Cấp độ | Mặt sân | Đối thủ      | Tỷ số         |
| ------- | ---------------- | -------------------------- | ------ | ------- | ------------ | ------------- |
| Á quân  | tháng 7 năm 2017 | ITF Cantanhede, Bồ Đào Nha | 15,000 | Thảm    | Sinéad Lohan | 2–6, 6–4, 1–6 |

### Đôi: 31 (16 danh hiệu, 15 á quân)
| Chú thích                  |
| -------------------------- |
| $100,000 tournaments (1–2) |
| $80,000 tournaments (0–0)  |
| $60,000 tournaments (2–4)  |
| $25,000 tournaments (5–3)  |
| $15,000 tournaments (7–5)  |
| $10,000 tournaments (0–1)  |

| Kết quả | T-B   | Thời gian         | Giải đấu                                 | Cấp độ  | Mặt sân  | Người đánh cặp  | Đối thủ                                     | Tỷ số                 |
| ------- | ----- | ----------------- | ---------------------------------------- | ------- | -------- | --------------- | ------------------------------------------- | --------------------- |
| Á quân  | 0–1   | tháng 11 năm 2016 | GB Pro-Series Shrewsbury, Vương quốc Anh | 10,000  | Cứng     | Lauren Mcminn   | Sarah Beth Grey Olivia Nicholls             | 3–6, 3–6              |
| Vô địch | 1–1   | tháng 9 năm 2017  | ITF Madrid, Tây Ban Nha                  | 15,000  | Cứng     | Olivia Nicholls | Marina Bassols Ribera Júlia Payola          | 6–1, 6–2              |
| Á quân  | 1–2   | tháng 10 năm 2017 | ITF Wirral, Vương quốc Anh               | 15,000  | Cứng     | Laura Sainsbury | Maia Lumsden Samantha Murray                | 4–6, 3–6              |
| Á quân  | 1–3   | tháng 11 năm 2017 | ITF Sunderland, Vương quốc Anh           | 15,000  | Cứng     | Sarah Beth Grey | Eleni Kordolaimi Maia Lumsden               | 6–2, 2–6, [9–11]      |
| Á quân  | 1–4   | tháng 11 năm 2017 | ITF Stellenbosch, Nam Phi                | 15,000  | Cứng     | Nina Stadler    | Mana Ayukawa Chanel Simmonds                | 2–6, 2–6              |
| Vô địch | 2–4   | tháng 3 năm 2018  | ITF Ramat Hasharon, Israel               | 15,000  | Cứng     | Olivia Nicholls | Charlotte Römer Caroline Werner             | 6–4, 7–6              |
| Vô địch | 3–4   | tháng 3 năm 2018  | ITF Tel Aviv, Israel                     | 15,000  | Cứng     | Olivia Nicholls | Mathilde Armitano Elixane Lechemia          | 7–6, 6–3              |
| Á quân  | 3–5   | tháng 4 năm 2018  | ITF Sharm El Sheikh, Ai Cập              | 15,000  | Cứng     | Julia Terziyska | Melanie Klaffner Anna Morgina               | 5–7, 1–6              |
| Á quân  | 3–6   | tháng 10 năm 2018 | ITF Cherbourg-en-Cotentin, Pháp          | 25,000  | Cứng     | Eden Silva      | Katarzyna Piter Barbora Štefková            | 2–6, 1–6              |
| Vô địch | 4–6   | tháng 4 năm 2019  | ITF Bolton, Vương quốc Anh               | 25,000  | Cứng     | Jodie Burrage   | Laura Ioana Paar Helène Scholsen            | 6–3, 6–3              |
| Vô địch | 5–6   | tháng 9 năm 2019  | ITF Sajur, Israel                        | 15,000  | Cứng     | Chanel Simmonds | Amandine Cazeaux Noelly Nsimba              | 6–4, 6–4              |
| Vô địch | 6–6   | tháng 3 năm 2020  | ITF Sunderland, Vương quốc Anh           | 25,000  | Cứng     | Olivia Nicholls | Celia Cervino Ruiz Maria Gutierrez Carrasco | 6–4, 7–6              |
| Á quân  | 6–7   | tháng 3 năm 2021  | ITF Sharm El Sheikh, Ai Cập              | 15,000  | Cứng     | Yuriko Miyazaki | Momoko Kobori Ayano Shimizu                 | 4–6, 1–6              |
| Vô địch | 7–7   | tháng 3 năm 2021  | ITF Sharm El Sheikh, Ai Cập              | 15,000  | Hard     | Yuriko Miyazaki | Ku Yeon-woo Raphaelle Lacasse               | 6–4, 6–1              |
| Vô địch | 8–7   | tháng 4 năm 2021  | ITF Sharm El Sheikh, Ai Cập              | 15,000  | Cứng     | Lina Glushko    | Elena-Teodora Cadar Olivia Gadecki          | 6–4, 6–2              |
| Vô địch | 9–7   | tháng 5 năm 2021  | ITF Jerusalem, Israel                    | 15,000  | Cứng     | Emily Appleton  | Jenny Dürst Nina Stadler                    | 6–4, 2–6, [11–9]      |
| Vô địch | 10–7  | tháng 6 năm 2021  | ITF Figueira da Foz, Bồ Đào Nha          | 25,000  | Cứng     | Olivia Nicholls | Berfu Cengiz Anastasia Tikhonova            | 6–3, 7–6              |
| Vô địch | 11–7  | tháng 8 năm 2021  | ITF Vigo, Tây Ban Nha                    | 25,000  | Cứng     | Olivia Gadecki  | Conny Perrin Laura Pigossi                  | 6–3, 6–2              |
| Á quân  | 11–8  | tháng 9 năm 2021  | Caldas da Rainha Open, Bồ Đào Nha        | 60,000  | Cứng     | Olivia Nicholls | Momoko Kobori Hiroko Kuwata                 | 6–7, 6–7              |
| Á quân  | 11–9  | tháng 9 năm 2021  | ITF Santarem, Bồ Đào Nha                 | 25,000  | Cứng     | Olivia Nicholls | Marie Benoît Eden Silva                     | 5–7, 1–6              |
| Á quân  | 11–10 | tháng 11 năm 2021 | Open Nantes Atlantique, Pháp             | 60,000  | Cứng (i) | Olivia Nicholls | Samantha Murray Jessika Ponchet             | 4–6, 2–6              |
| Vô địch | 12–10 | tháng 11 năm 2021 | ITF Funchal, Bồ Đào Nha                  | 25,000  | Cứng     | Hsieh Yu-chieh  | Inês Murta Daniela Vismane                  | 6–1, 3–6, [10–8]      |
| Á quân  | 12–11 | tháng 12 năm 2021 | ITF Selva Gardena, Ý                     | 25,000  | Cứng (i) | Olivia Nicholls | Eudice Chong Moyuka Uchijima                | 2–6, 1–6              |
| Á quân  | 12–12 | tháng 1 năm 2022  | Open Andrézieux-Bouthéon, Pháp           | 60,000  | Cứng (i) | Olivia Nicholls | Estelle Cascino Jessika Ponchet             | 4–6, 1–6              |
| Á quân  | 12–13 | tháng 2 năm 2022  | Open de l'Isère, Pháp                    | 60,000  | Cứng (i) | Olivia Nicholls | Prarthana Thombare Yuriko Miyazaki          | 3–6, 3–6              |
| Vô địch | 13–13 | tháng 4 năm 2022  | Bellinzona Ladies Open, Thụy Sĩ          | 60,000  | Đất nện  | Olivia Nicholls | Xenia Knoll Oksana Selekhmeteva             | 6–7(7–9), 6–4, [10–7] |
| Á quân  | 13–14 | tháng 5 năm 2022  | ITF La Bisbal d'Empordà, Tây Ban Nha     | 100,000 | Đất nện  | Olivia Nicholls | Victoria Jiménez Kasintseva Renata Zarazúa  | 4–6, 6–2, [8–10]      |
| Vô địch | 14–14 | tháng 8 năm 2022  | Kozerki Open, Ba Lan                     | 100,000 | Cứng     | Olivia Nicholls | Katarzyna Kawa Vivian Heisen                | 6–1, 7–6(7–3)         |
| Vô địch | 15–14 | tháng 3 năm 2023  | Trnava Indoor, Slovakia                  | 60,000  | Cứng (i) | Olivia Nicholls | Amina Anshba Anastasia Dețiuc               | 6–3, 6–3              |
| Á quân  | 15–15 | Tháng 6 năm 2023  | Surbiton Trophy, Vương quốc Anh          | 100,000 | Cỏ       | Olivia Nicholls | Yanina Wickmayer Sophie Chang               | 4–6, 1–6              |
| Vô địch | 16–15 | Th7 năm 2023      | Open Araba en Femenino, Tây Ban Nha      | 100,000 | Cứng     | Olivia Nicholls | Estelle Cascino Diāna Marcinkēviča          | 6–3, 6–4              |